# Oliver La Farge
Oliver Hazard Perry La Farge (Nova Iorque, 19 de Dezembro de 1901 - Santa Fé, 2 de Agosto de 1963) foi um escritor e antropólogo estadunidense, quiçá melhor conhecido pela sua obra ganhadora do Prémio Pulitzer de Ficção em 1930, Laughing Boy. Baptizado com o nome do seu tio, Oliver H. P. Lafarge, era neto do artista John La Farge, sobrinho do arquitecto Christopher La Farge e pai do cantor e pintor Peter La Farge. 
As histórias curtas de La Farge foram publicadas nas revistas The New Yorker e Esquire. Os seus trabalhos mais notáveis, focam a cultura dos nativos americanos dos Estados Unidos.

## Vida pessoal
Iniciou a sua carreira académica na Universidade de Harvard na década de 1920. Foi um antropólogo que descobriu duas línguas até então desconhecidas durante expedições à América Central e ao sudoeste dos Estados Unidos. É bem conhecida a sua viagem pioneira com Frans Blom ao México em 1925, à região hoje conhecida como área nuclear olmeca, redescobrindo o Monumento 1 de San Martín Pajapan e, mais importante, as ruínas de La Venta, um dos principais centros olmecas.

## Carreira
La Farge trabalhou como escritor e antropólogo. Durante 1925, ele viajou com o arqueólogo dinamarquês Frans Blom, que ensinava na Universidade de Tulane, para o que hoje é conhecido como o coração olmeca. Ele (re) descobriu o Monumento 1 de San Martin Pajapan e, mais importante, as ruínas de La Venta, um dos principais centros olmecas.
La Farge dedicou um estudo considerável aos povos e questões indígenas americanas, especialmente depois de se mudar para Santa Fé, Novo México, em 1933. 
Durante a Segunda Guerra Mundial, La Farge serviu no Comando de Transporte Aéreo dos Estados Unidos, terminando o serviço com o posto de major. Ele participou da Batalha pela Groenlândia, comandada pelo Coronel Bernt Balchen. Balchen, junto com Corey Ford e La Farge, escreveu Guerra Abaixo de Zero: A Batalha pela Groenlândia (1944) sobre as ações para defender a Groenlândia.

## Obras
- Tribes and Temples (com Frans Blom) 1926-27
- Laughing Boy (1929), romance
- The Year Bearer's People (com Douglas Byers) 1931
- Introduction to American Indian Art (com John Sloan) 1931
- Sparks Fly Upward (1931), romance.
- Long Pennant, 1933
- All the Young Men (1935), colectânea de histórias curtas.
- The Enemy Gods (1937), romance.
- An Alphabet for Writing the Navajo Language, 1940
- The Changing Indian (editor) 1942
- The Copper Pot, 1942
- War Below Zero (com Corey Ford e Bernt Balchen) 1944
- Raw Material (1945), uma memória.
- Santa Eulalia: The Religion of a Cuchumatan Indian Town (1947), não ficcional.
- The Eagle in the Egg, 1949
- Cochise of Arizona, 1953
- The Mother Ditch, 1954
- A Pictorial History of the American Indian (1956), não ficcional.
- Behind the Mountains (1956), não ficcional.
- A Pause in the Desert (1957), colectânea de histórias curtas.
- Santa Fe: The Autobiography of a Southwestern Town (com Arthur N. Morgan) 1959
- The Door in the Wall, 1965
- The Man With the Calabash Pipe (editado por Winfield Townley Scott) 1966